# Shatt er-Rigal
Le Shatt er-Rigal se trouve sur la rive ouest du Nil, près du Gebel Silsileh. Il s'agit d'un rétrécissement de la vallée du Nil où de nombreuses chapelles de culte pour la fête de l'inondation ont été construites pendant le Nouvel Empire. Elles contiennent des scènes de banquet. Dans celle de Menkh, une chienne est sous la chaise du propriétaire. Une autre gravure rupestre dans le Shatt er-Rigal montre également Montouhotep II en tenue Heb Sed.